# William Tassie
William Tassie (1777 — 1860) est un graveur de pierres précieuses et modeleur de camée britannique actif à Londres au début du XIXe siècle.

## Biographie
William Tassie est né en 1777 en Écosse.
En plus d'être un graveur renommé en pierres précieuses, William Tassie est connu pour avoir remporté le 28 janvier 1805 la Boydell Shakespeare Gallery et sa collection de peintures à l'occasion d'une loterie organisée pour rembourser les dettes de son propriétaire, John Boydell. Le billet à trois guinées de Tassie a remporté le premier prix parmi les 22 000 vendus. Boydell étant mort juste avant le tirage, son neveu Josiah Boydell a proposé de racheter la galerie et ses peintures à Tassie pour 10 000 £, mais Tassie a refusé et a vendu aux enchères les peintures chez Christie's,. La collection de peinture et deux reliefs d'Anne Seymour Damer ont rapporté un total de 6 181 £, 18. 6d.
William Tassie meurt le 26 octobre 1860 et est enterré au cimetière de Brompton, à Londres.

Camées de Tassie
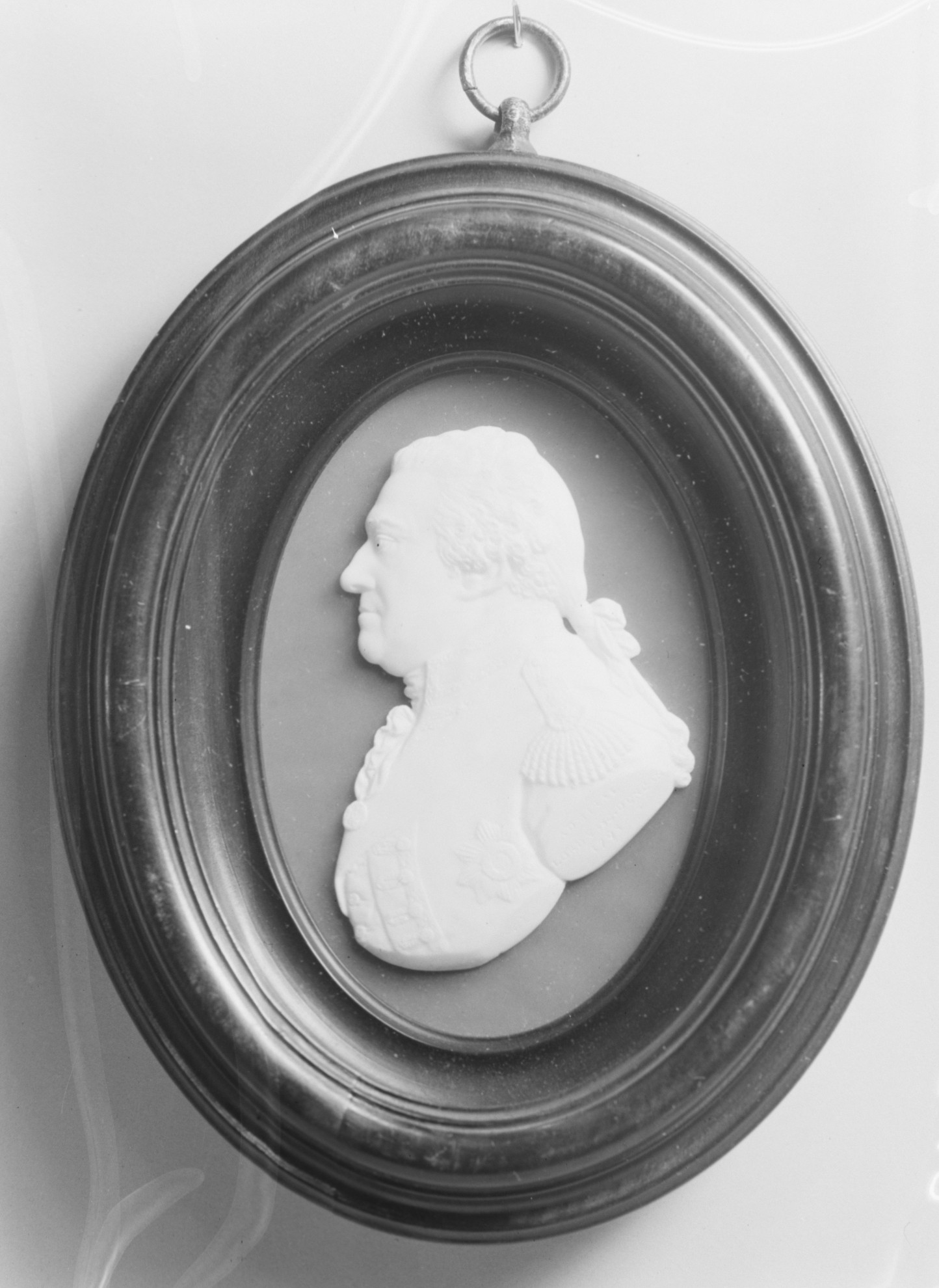
Lord Duncan of Camperdown, Metropolitan Museum of Art.
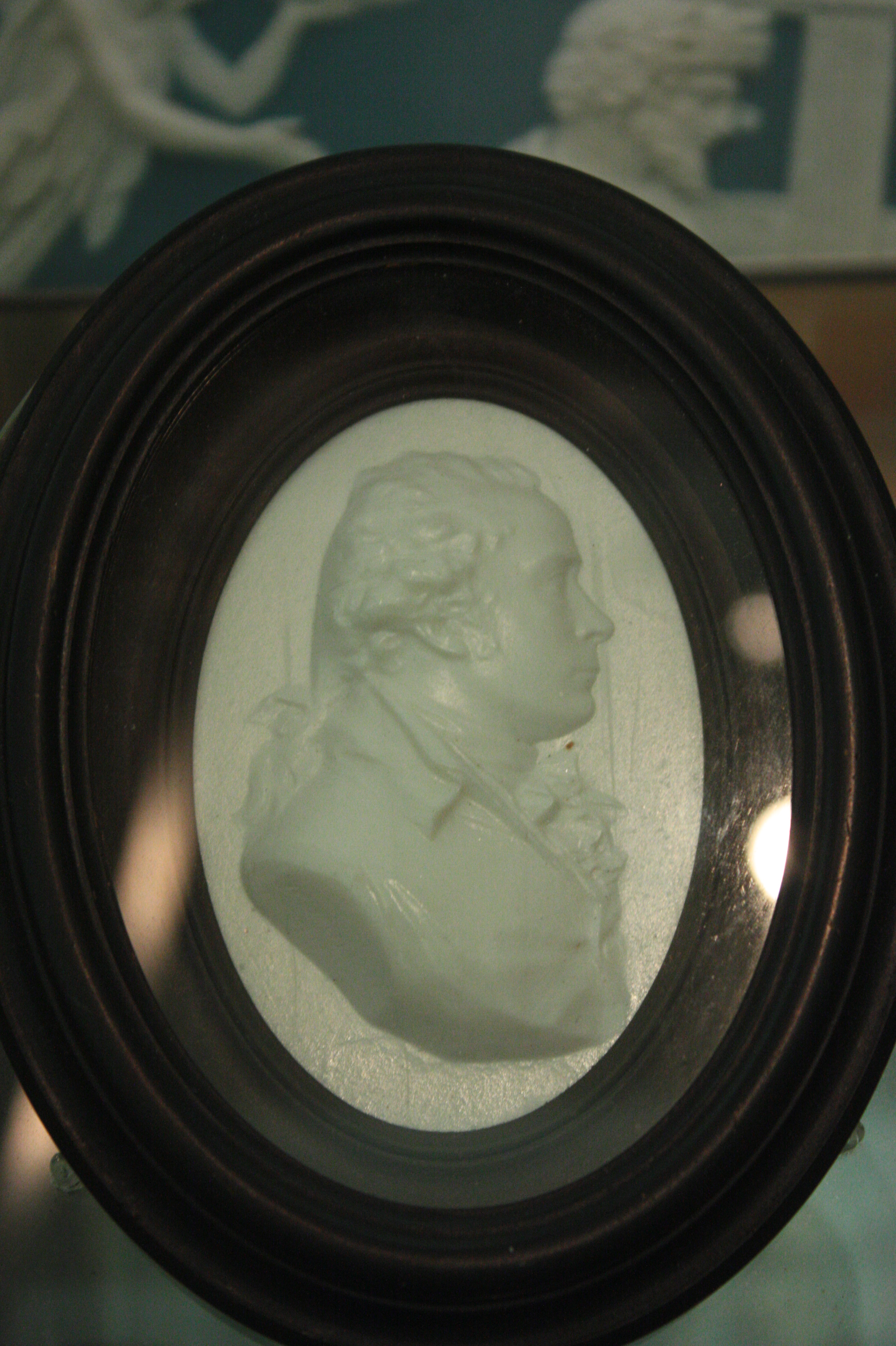
James Tassie.
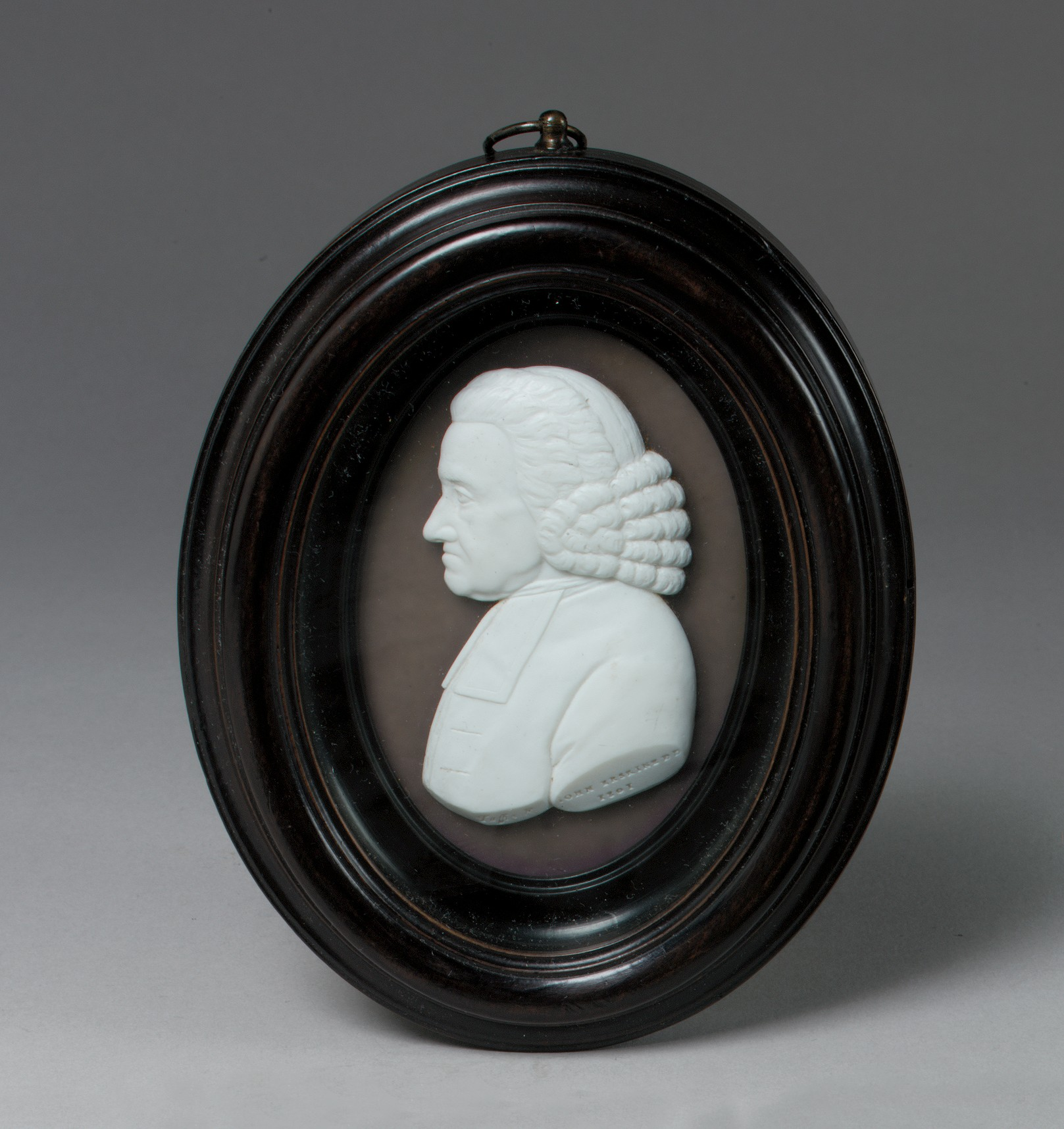
John Erskine, Metropolitan Museum of Art.